# Žďár (Morávia do Sul)
Žďár é uma comuna checa localizada na região de Morávia do Sul, distrito de Blansko.